# 貞光町立端山中学校
貞光町立端山中学校（さだみつちょうりつ はばやまちゅうがっこう）は、徳島県美馬郡つるぎ町貞光字端山にあった公立中学校。
生徒数の減少などの理由で1975年3月31日をもって廃校し、同年4月1日に貞光町立貞光中学校（現つるぎ町立貞光中学校）に統合された。

## 概要
- 国道438号線を吉野川の支流・貞光川沿いに遡る。約5Km、右岸の丘陵の上。「校門坂」と呼ばれた50m程の坂を上ると校舎跡はある[1]。
- 現在、跡地に公民館が建っている[1]。
- 毎年10月10日に運動会が開かれた[1]。

## 校舎
- 木造2階建て[1]。

## 沿革
- 1947年（昭和22年）4月1日 - 学制改革により、端山村端山中学校として創立。
- 1956年（昭和31年）9月30日 - 町村合併により、貞光町端山中学校と改称。
- 1975年（昭和50年）
  - 3月31日 - 廃校[1]。
  - 4月1日 - 貞光町立貞光中学校と統合[1]。
  - 6月27日 - 端山中学校記念碑建立。

## アクセス

### 最寄駅
- JR徳島線貞光駅

## 統合先中学校
- 貞光町立貞光中学校

## 進学前小学校
- 貞光町立平野小学校（1997年3月31日休校）
- 貞光町立端山小学校（2003年3月31日休校）
- 貞光町立皆瀬小学校（2006年3月31日休校）